# Benoîtville
Benoîtville ist eine französische Gemeinde mit 612 Einwohnern (Stand: 1. Januar 2022) im Département Manche in der Region Normandie. Sie gehört zum Arrondissement Cherbourg und zum Kanton Les Pieux.
Sie grenzt im Norden an Helleville, im Osten an Sotteville, im Südosten an Grosville, im Südwesten an Les Pieux und im Westen an Tréauville.

## Bevölkerungsentwicklung
| Jahr      | 1962 | 1968 | 1975 | 1982 | 1990 | 1999 | 2008 | 2018 |
| --------- | ---- | ---- | ---- | ---- | ---- | ---- | ---- | ---- |
| Einwohner | 363  | 336  | 320  | 416  | 443  | 458  | 561  | 613  |

## Sehenswürdigkeiten
- Kirche Saint-Pierre, Monument historique seit 1947

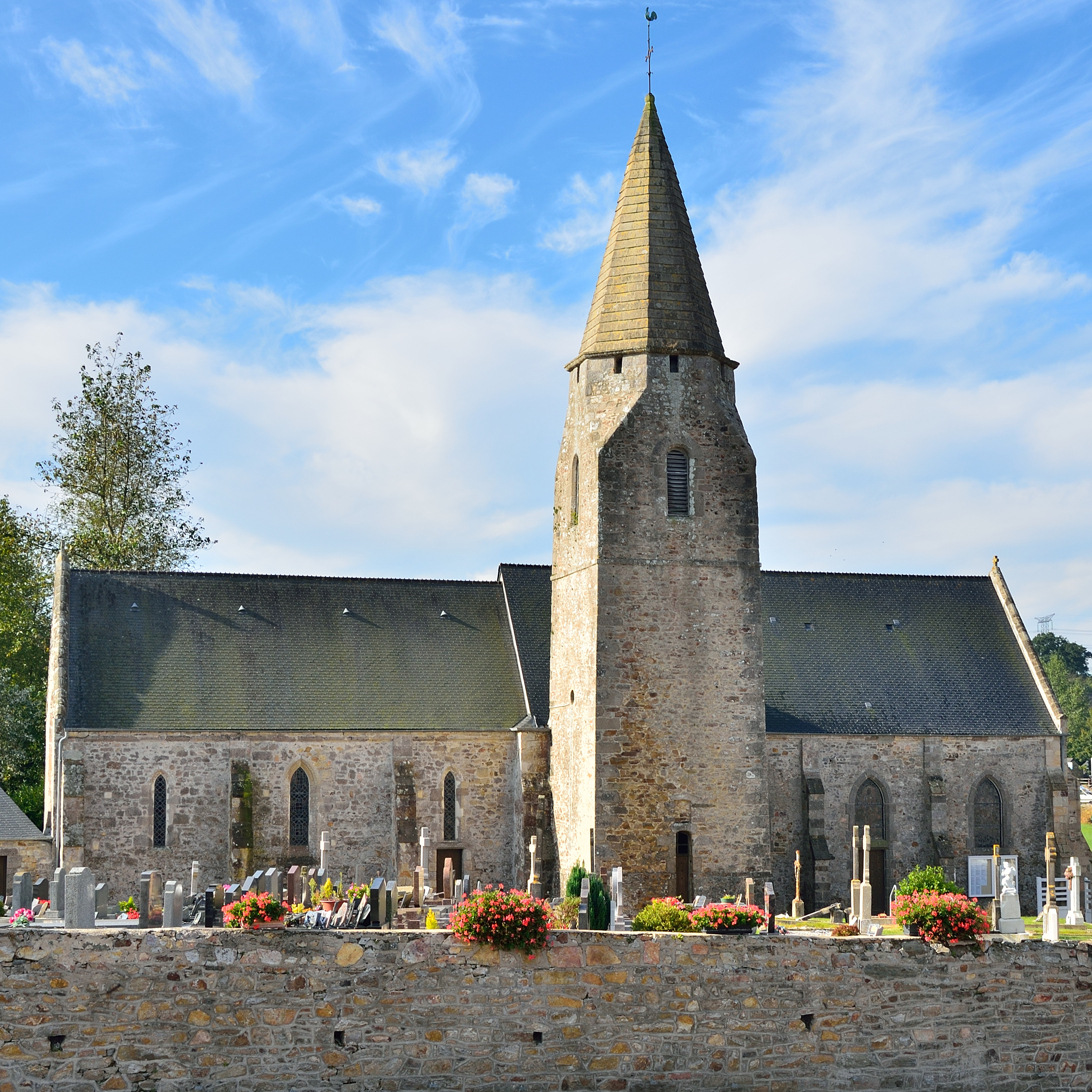
Kirche Saint-Pierre